# Reichtum (Schnitzler)

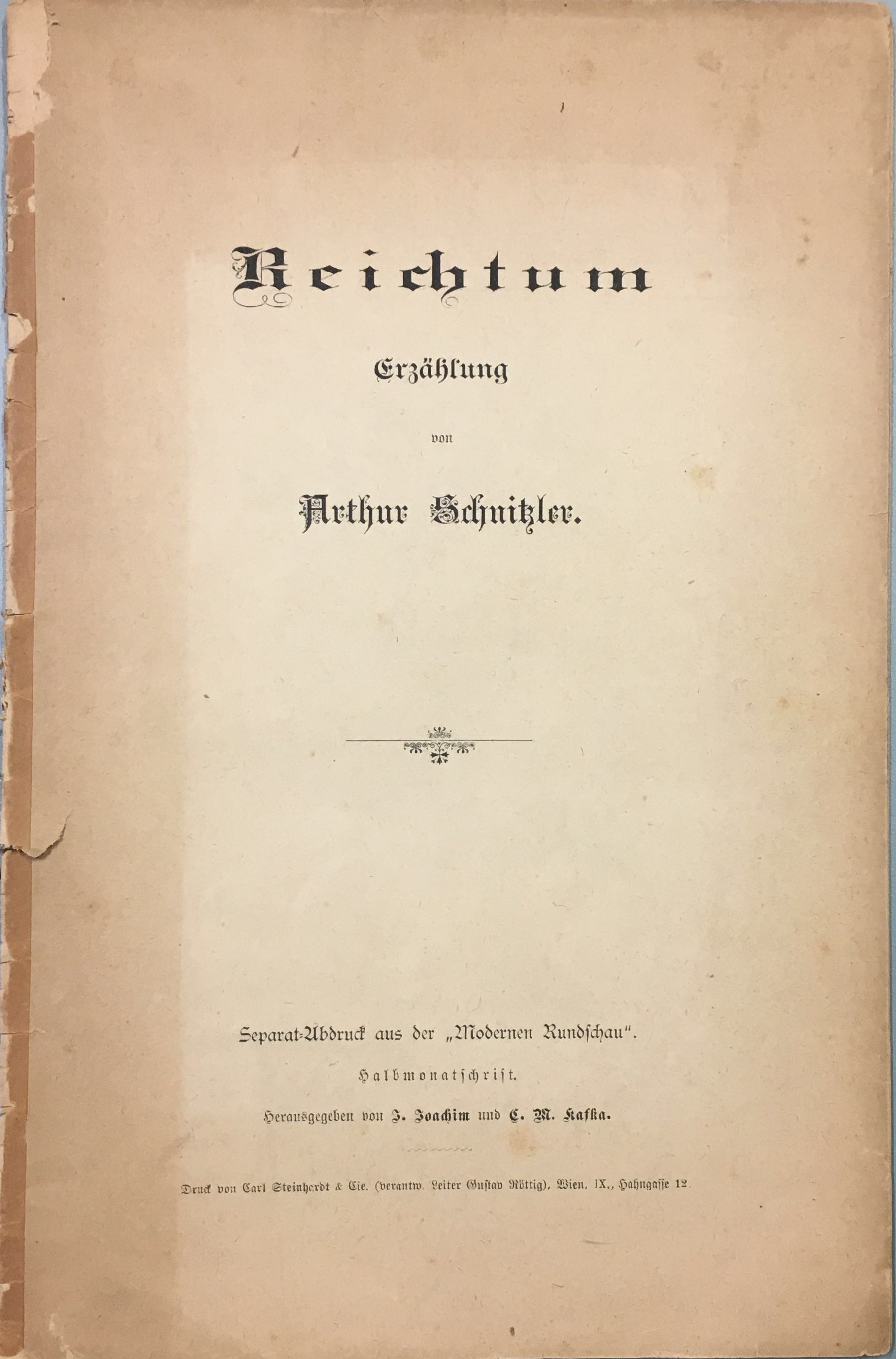
Titelblatt des Erstdrucks (1891)

Reichtum ist eine frühe Erzählung von Arthur Schnitzler, die im Sommer 1889 entstand. Sie erschien zwei Jahre darauf in vier Teilen der in Wien erscheinenden Literaturzeitschrift Moderne Rundschau.

## Druckgeschichte
Die Drucklegung erfolgte, nachdem Schnitzler sie eingereicht hatte, ohne Absprache mit dem Autor, wie er sich in einem Brief an Hugo von Hofmannsthal vom 11. September 1891 beklagt. Eine autorisierte Fassung mit geänderten ersten drei der acht Kapitel umfassenden Erzählung erschien noch im selben Jahr in Form eines Separatdrucks der Zeitschrift bei Carl Steinhardt in Wien. Diese Ausgabe lässt sich in öffentlichen Institutionen nur im Nachlass Schnitzlers in der Cambridge University Library nachweisen. Die erste Fassung hat Reinhard Urbach in seinem Schnitzler-Kommentar abgedruckt.

## Inhalt
Graf Spaun und Freiherr von Reutern erlauben sich einen Karnevalsscherz. Der Anstreicher Karl Weldein, ein mittelloser Trinker und Spieler, wird in einen eleganten Gesellschaftsanzug gesteckt und im Klub neben die adeligen Spieler gesetzt. Weldein, der früher Kunstmaler werden wollte, hat eine Glückssträhne und gewinnt am Spieltisch ein Vermögen. Der auf einmal steinreiche verkrachte Kunstmaler vergräbt sein Vermögen unter einer Brücke neben dem Fluss, betrinkt sich und kann sich am nächsten Morgen partout nicht an das Versteck erinnern. Seinen armen kleinen Sohn und seine kränkliche Frau, die als Näherin maßgeblich zum Unterhalt der kleinen Familie beiträgt, bedauert er weinerlich.
Dem Anstreicher fällt das Versteck erst nach zwanzig Jahren auf dem Totenbett ein. Die Frau ist zu dem Zeitpunkt längst verstorben. Der Sohn Franz, inzwischen ein Maler – talentierter als sein Vater – gräbt den Schatz aus und erwirkt über Graf Spaun Zugang zu jenem Klub. Franz hatte dem Grafen versichert, er könne diese Spielhölle nur in seinem nächsten Kunstwerk verewigen, nachdem er das Wesen dieses Hasardspiels durch Ausprobieren verinnerlicht habe.
Franz verspielt sein geerbtes Geld bis auf den letzten Heller und verliert außerdem den Verstand. Er gräbt erneut unter der Brücke und hält Kieselsteine für Goldstücke. Graf Spaun kann es einfach nicht fassen. In seinem Wahn ist Franz der eigene Vater geworden, der seine Frau, die Näherin und seinen kleinen Sohn Franz, also sich selbst, bemitleidet.

## Rezeption
- Hofmannsthal sagte 1922 aus Anlass von Schnitzlers 60. Geburtstag: „Es ist ein erstaunlicher Gedanke, daß die kleinen Szenen aus dem Leben einer erfundenen Figur ›Anatol‹, die heute aller Welt in Europa und über Europa hinaus geläufig ist, und eine kurze, in ihrer Art vollkommen reife und meisterhafte Erzählung ›Reichtum‹ das erste waren, womit er vor so vielen Jahren hervortrat.“ (Prosa IV, Frankfurt 1955, S. 99–100)
- Scheffel weist auf den märchenhaften Schluss hin, in dem es um Franzens Selbstmitleid geht: Der Sohn wird auf geradezu wunderbare Weise zum eigenen Vater.[3] Alles wiederholt sich im Leben. Vater und Sohn scheitern beide in dieser seltsam zirkulären Konstruktion. Der Vater kann sich zwanzig Jahre lang nicht an das Versteck erinnern und der Sohn kann das beabsichtigte Kunstwerk nicht erschaffen.[4] Zudem sei das gewählte soziale Umfeld einerseits typisch für naturalistisches Erzählen: Die Geschichte endet, wo sie beginnt – im Elend und der Vater, ein einfacher Handwerker, vererbt seine Gebrechen (Trunk- und Spielsucht), aber auch sein malerisches Talent, dem Sohne.[5] Schnitzler habe sich andererseits während der oben erwähnten Überarbeitung an Hermann Bahrs Zur Kritik der Moderne[6] von 1890 gehalten, also den Naturalismus überwinden wollen, wenn er das Innenleben Weldeins darstellt.[7]

## Ausgaben
- Erstdruck: Moderne Rundschau, Band 3, Heft 11 vom 1. September 1891, S. 385–391 Band 3, Heft 12 vom 15. September 1891, S. 417–423 Band 4, Heft 1 vom 1. Oktober 1891, S. 1–7 Band 4, Heft 2 vom 15. Oktober 1891, S. 34–40.
- Erstausgabe im Jahr des Erstdrucks: Arthur Schnitzler: Reichtum. Separatdruck der Modernen Rundschau. Herausgegeben von J. Joachim und E. M. Kafka. Druck von Carl Steinhardt & Cie (verantw. Leiter Gustav Röttig), Wien IX., Hahngasse 12. (23 Seiten)
  - Drei Exemplare nachweisbar: 1) Arthur Schnitzlers Nachlass, Cambridge, 2) Bibliothek von Hugo von Hofmannsthal[8] 3) Privatbesitz

Online
- Erstausgabe (aus Privatbesitz): archive.org
- Der Text
  - online bei Zeno.org
  - online im Projekt Gutenberg-DE